# العلاقات التوفالية المالاوية
العلاقات التوفالية المالاوية هي العلاقات الثنائية التي تجمع بين توفالو ومالاوي.

## مقارنة بين البلدين
هذه مقارنة عامة ومرجعية للدولتين:
| وجه المقارنة                                              | توفالو                         | مالاوي                     |
| --------------------------------------------------------- | ------------------------------ | -------------------------- |
| المساحة (كم2)                                             | 26                             | 118.48 ألف                 |
| عدد السكان (نسمة)                                         | 11.19 ألف                      | 18.62 مليون                |
| الكثافة السكانية (ن./كم²)                                 | 43.04 ألف                      | 157.16                     |
| العاصمة                                                   | فونافوتي                       | ليلونغوي، زومبا            |
| اللغة الرسمية                                             | اللغة التوفالوية، لغة إنجليزية | لغة إنجليزية، لغة الشيشيوا |
| العملة                                                    | دولار توفالو                   | كواشا ملاوية               |
| الناتج المحلي الإجمالي (بليون دولار)                      | 39.73 مليون                    | 6.30 مليار                 |
| الناتج المحلي الإجمالي (تعادل القوة الشرائية) بليون دولار | 38.93 مليون                    | 22.43 مليار                |
| الناتج المحلي الإجمالي الاسمي للفرد دولار أمريكي          | 3.29 ألف                       | 338                        |
| الناتج المحلي الإجمالي للفرد دولار أمريكي                 | 3.77 ألف                       | 1.20 ألف                   |
| مؤشر التنمية البشرية                                      |                                | 0.445                      |
| رمز المكالمات الدولي                                      | +688                           | +265                       |
| رمز الإنترنت                                              | .tv                            | .mw                        |
| المنطقة الزمنية                                           | ت ع م+12:00                    | ت ع م+02:00                |

## منظمات دولية مشتركة
يشترك البلدان في عضوية مجموعة من المنظمات الدولية، منها:
| علم المنظمة | اسم المنظمة                                 | تاريخ انضمام توفالو | تاريخ انضمام مالاوي |
| ----------- | ------------------------------------------- | ------------------- | ------------------- |
|             | مؤسسة التنمية الدولية                       | 24 يونيو 2010       | 19 يوليو 1965       |
|             | يونسكو                                      | 21 أكتوبر 1991      | 27 أكتوبر 1964      |
|             | الأمم المتحدة                               | 5 سبتمبر 2000       | 1 ديسمبر 1964       |
|             | مجموعة دول أفريقيا والكاريبي والمحيط الهادئ | ?                   | ?                   |
|             | دول الكومنولث                               | ?                   | ?                   |
|             | الاتحاد البريدي العالمي                     | ?                   | ?                   |
|             | البنك الدولي للإنشاء والتعمير               | 24 يونيو 2010       | 19 يوليو 1965       |
|             | الاتحاد الدولي للاتصالات                    | 15 أغسطس 1996       | 19 فبراير 1965      |
|             | منظمة حظر الأسلحة الكيميائية                | ?                   | ?                   |